# Puccinia porophylli
Puccinia porophylli ist eine Ständerpilzart aus der Ordnung der Rostpilze (Pucciniales). Der Pilz ist ein Endoparasit der Korbblütlergattung Porophyllum. Symptome des Befalls durch die Art sind Rostflecken und Pusteln auf den Blattoberflächen der Wirtspflanzen. Sie ist in Süd- und Mittelamerika verbreitet.

## Merkmale

### Makroskopische Merkmale
Puccinia porophylli ist mit bloßem Auge nur anhand der auf der Oberfläche des Wirtes hervortretenden Sporenlager zu erkennen. Sie wachsen in Nestern, die als gelbliche bis braune Flecken und Pusteln auf den Blattoberflächen erscheinen.

### Mikroskopische Merkmale
Das Myzel von Puccinia porophylli wächst wie bei allen Puccinia-Arten interzellulär und bildet Saugfäden, die in das Speichergewebe des Wirtes wachsen. Ihre Spermogonien und Aecien sind zwar bekannt, wurden bislang aber nicht beschrieben. Die überwiegend blattunterseitig wachsenden Uredien des Pilzes sind hell zimtbraun. Ihre hellgelben Uredosporen sind 22–25 × 19–22 µm groß, fast kugelig bis breitellipsoid und stachelwarzig. Die blattunterseitig und auf Stängeln wachsenden Telien der Art sind schwarzbraun, kompakt und unbedeckt, sie besitzen goldene Paraphysen. Die tief kastanienbraunen Teliosporen sind zweizellig, in der Regel eiförmig bis ellipsoid, tailliert und 35–44 × 24–27 µm groß. Ihre Stiele sind farblos bis bräunlich und bis zu 130 µm lang.

## Verbreitung
Das bekannte Verbreitungsgebiet von Puccinia porophylli reicht von Südamerika bis nach Zentralmexiko.

## Ökologie
Die Wirtspflanzen von Puccinia porophylli sind verschiedene Porophyllum-Arten. Der Pilz ernährt sich von den im Speichergewebe der Pflanzen vorhandenen Nährstoffen, seine Sporenlager brechen später durch die Blattoberfläche und setzen Sporen frei. Die Art durchläuft einen Entwicklungszyklus, von dem bislang nur Telien und Uredien sowie deren Wirt bekannt sind; Spermogonien und Aecien konnten ihr nicht zugewiesen werden.